# Рыбницы
Рыбницы — село в Некрасовском районе Ярославской области, входит в состав сельского поселения Красный Профинтерн.

## География
Расположено при впадении реки Рыбинки в Волгу. Село вытянуто вдоль левого берега реки Волги.

## История
Первое упоминание села относится 1631 году, когда мать царя Михаила Фёдоровича Ксения Ивановна Шестова подарила село московскому Новоспасскому монастырю. Во второй половине XVIII века село принадлежало известному екатерининскому вельможе генерал-поручику графу Карлу Сиверсу. Разрешение Святейшего Синода на строительство деревянного храма в селе Рыбницы последовало 10 августа 1722 года, однако храм освятили лишь в 1759 году. На том же месте на средства местного крестьянина Кирилла Михайловича Кускова с 1789 по 1792 год строится каменный храм с четырехъярусной колокольней в классическом стиле. Престолов в церкви было три: главный — во имя Всемилостивого Спаса Нерукотворного образа, в приделах на южной стороне — во имя Святителя и Чудотворца Николая, на северной — во имя Кирилла Новоезерского.
В конце XIX — начале XX века село входило в состав Боровской волости Даниловского уезда Ярославской губернии.
С 1929 года село входило в состав Овсянниковского сельсовета Боровского района, с 1938 года — в составе Некрасовского района, с 1954 года — в составе Боровского сельсовета, с 2005 года — в составе сельского поселения Красный Профинтерн.

## Население
| 1859 | 1914 | 2002 | 2007 | 2010 |
| ---- | ---- | ---- | ---- | ---- |
| 572  | ↗597 | ↘99  | ↘62  | ↘54  |

## Известные уроженцы, жители
На кладбище, расположенном рядом с церковью, похоронен скульптор-монументалист Александр Опекушин.
В Рыбницах в семье настоятеля приходского храма в 1879 году родился Анатолий Орлов — последний ректор Московской духовной академии (перед её закрытием в 1922 году).

## Достопримечательности
В селе находится действующий дом-музей Александра Опекушина. Недалеко от места впадения в Волгу реки Рыбницы стоит православный храм Спаса Нерукотворного Образа с колокольней. В облике храма присутствуют черты классицизма.

## Галерея

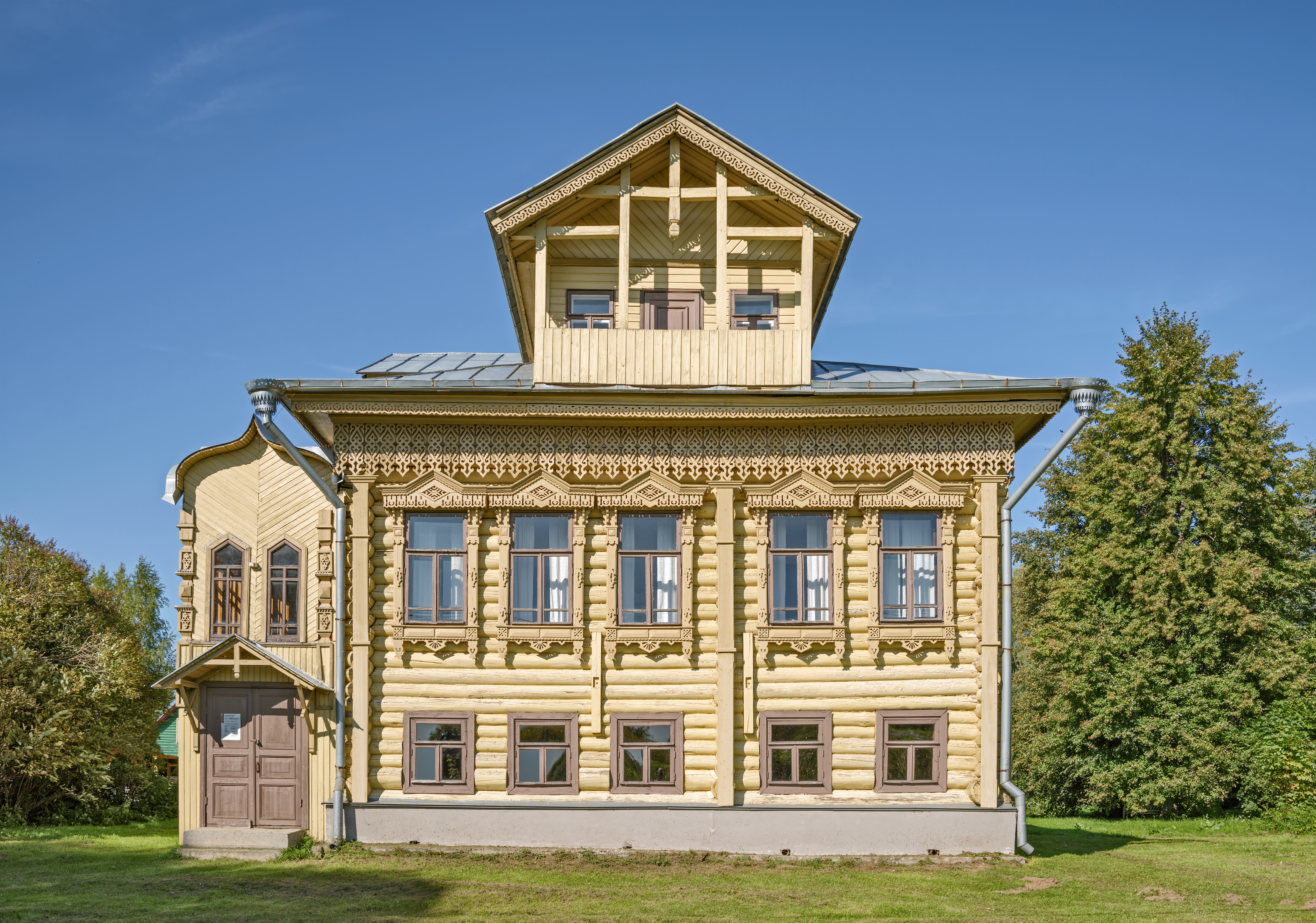
Дом-музей Опекушина
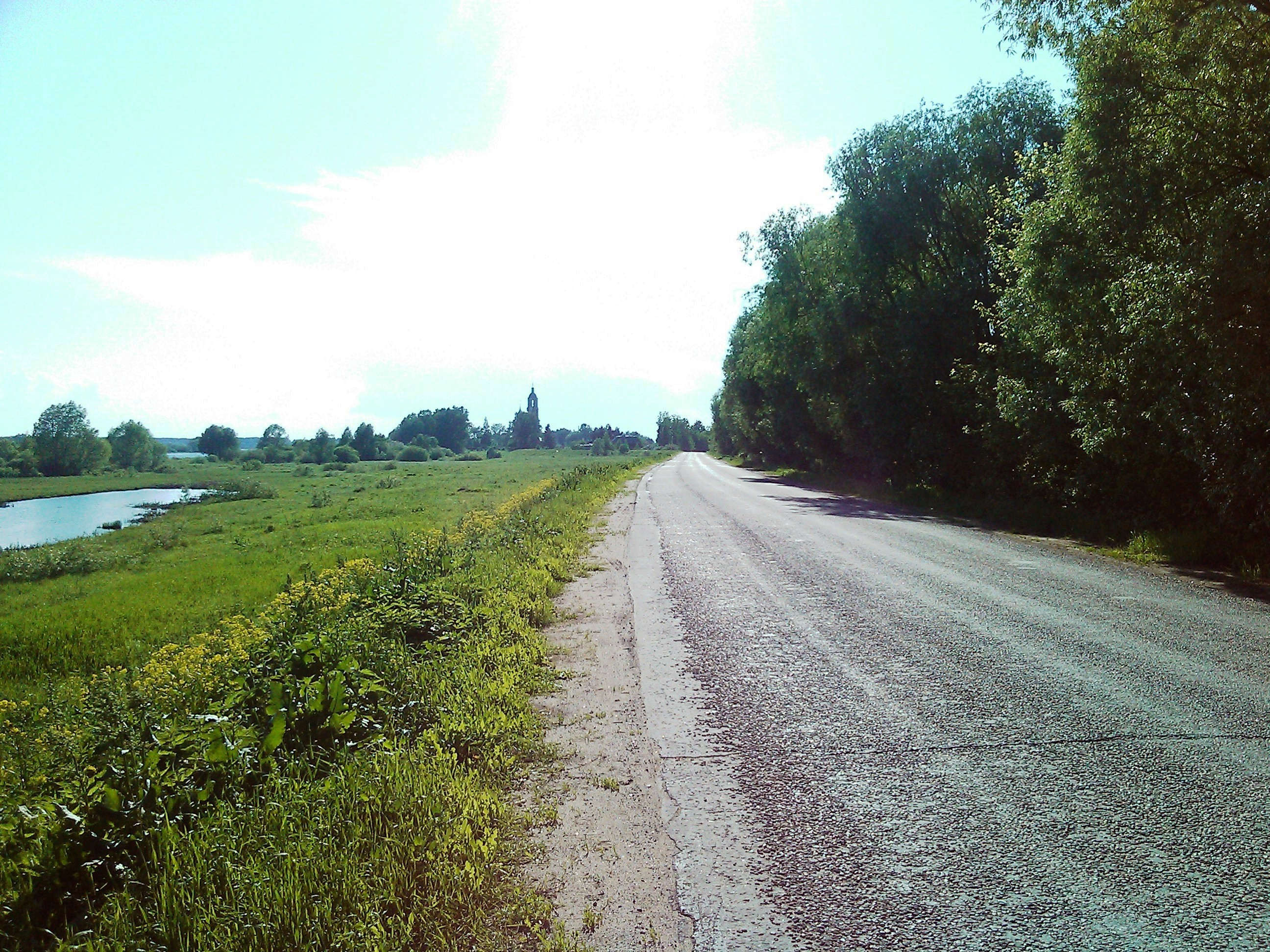
Шоссейная дорога, проходящая через село
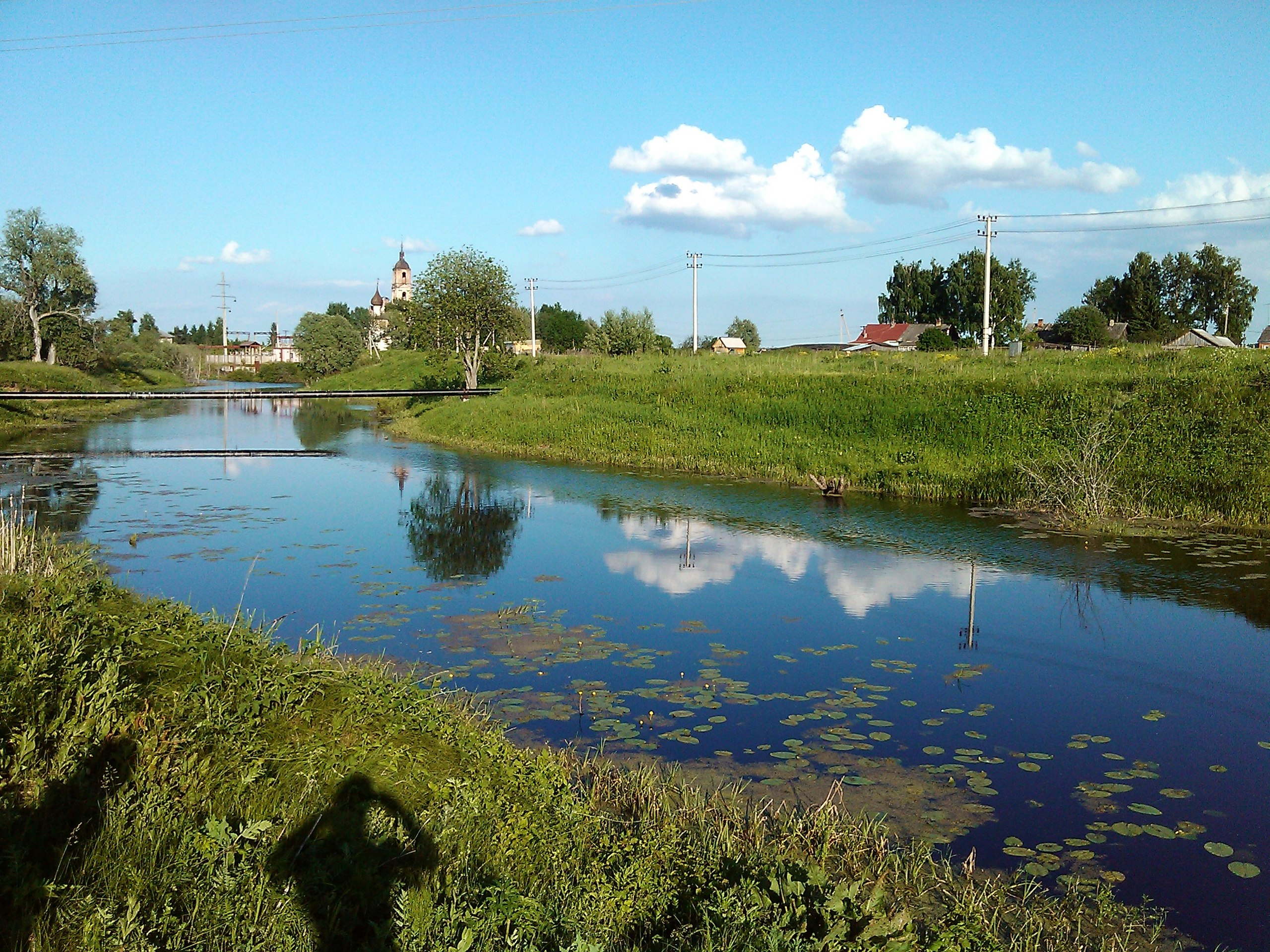
Река Рыбинка
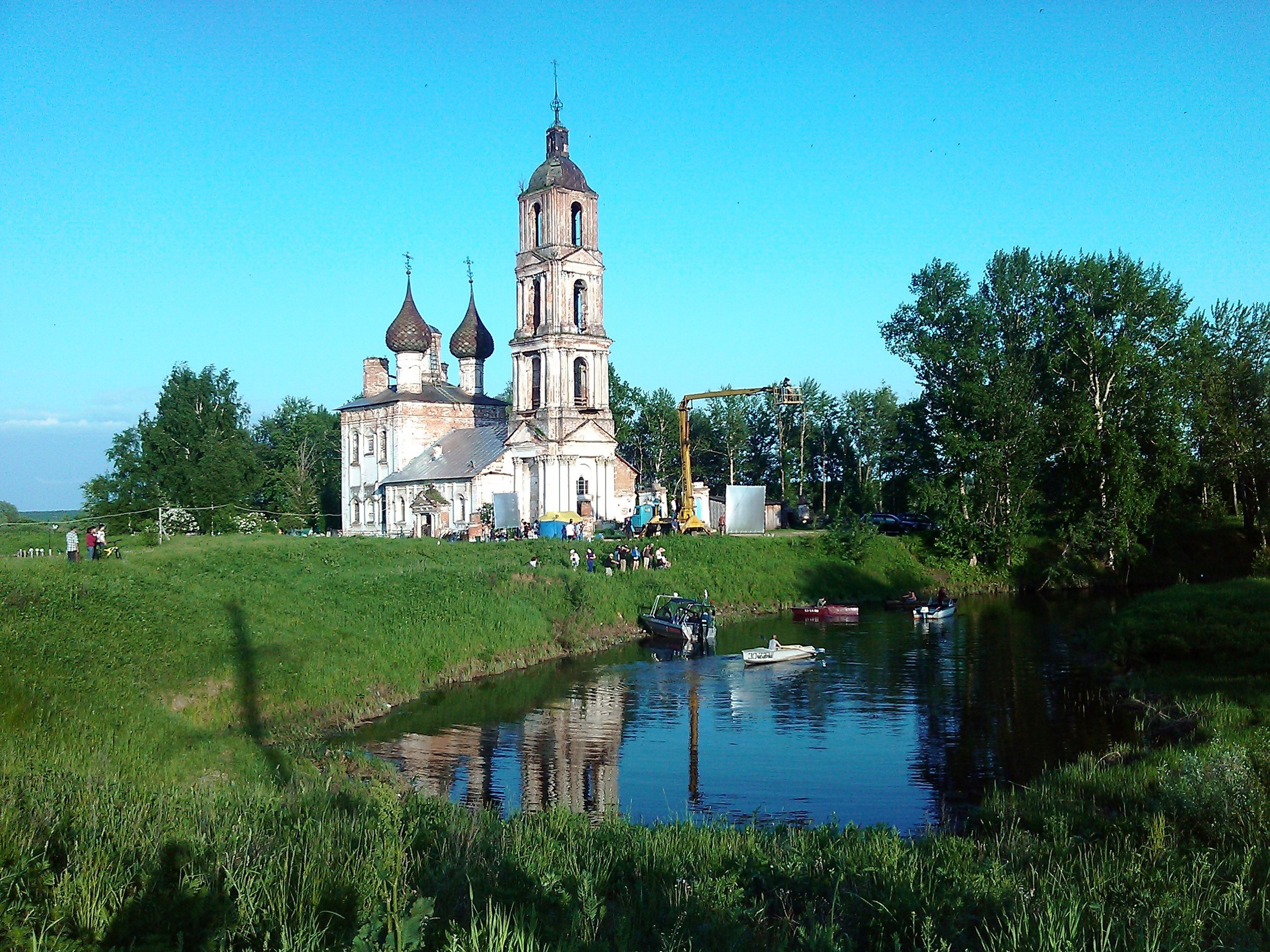
Спасская церковь

## Источник
- Ярославская область. Путеводитель в серии «Ле пти фюте», издательство «Авангард», ISBN 5-86394-199-5.